# Motorvonat

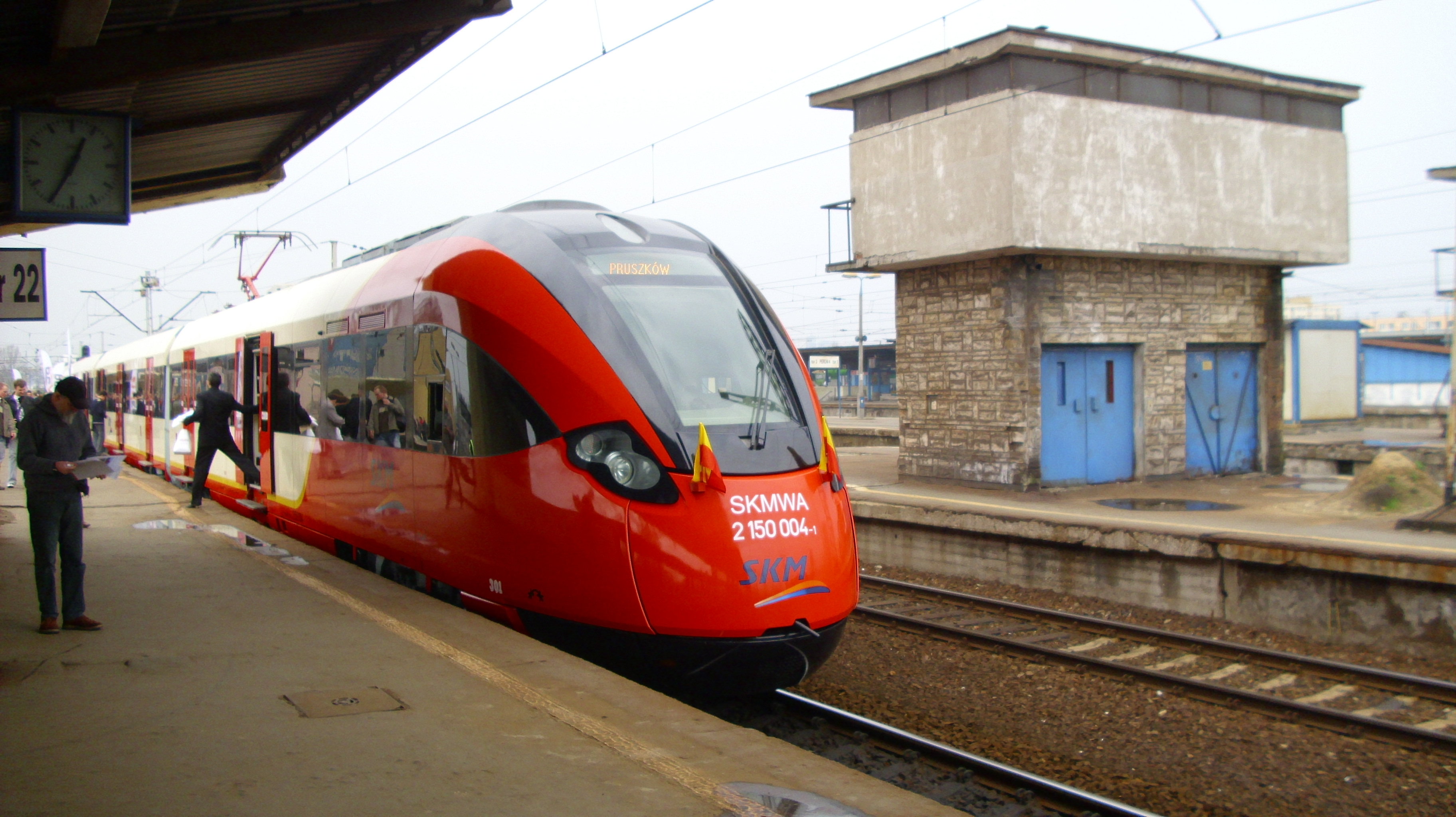
Newag 19WE motorvonat

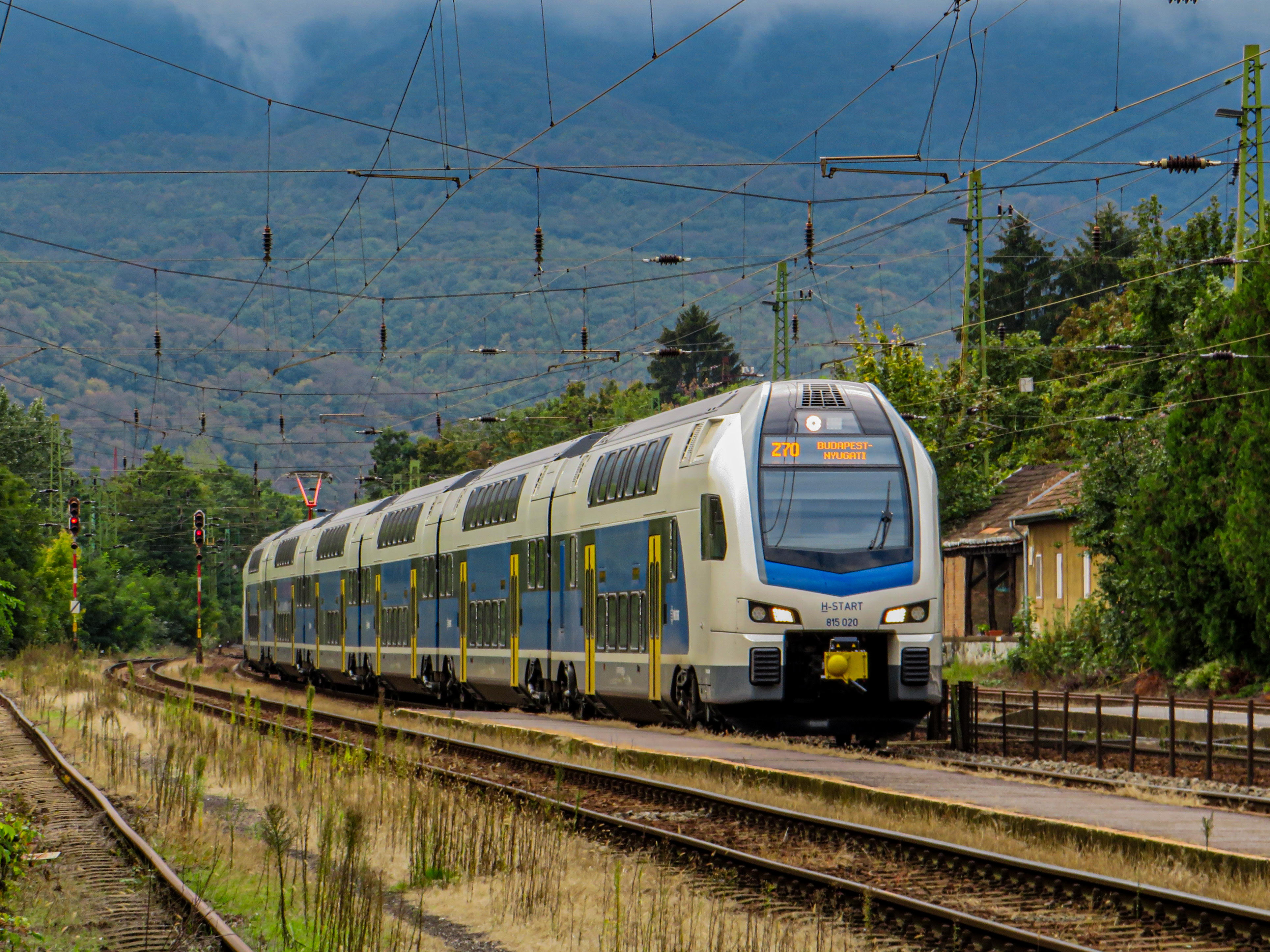
MÁV 815 sorozat

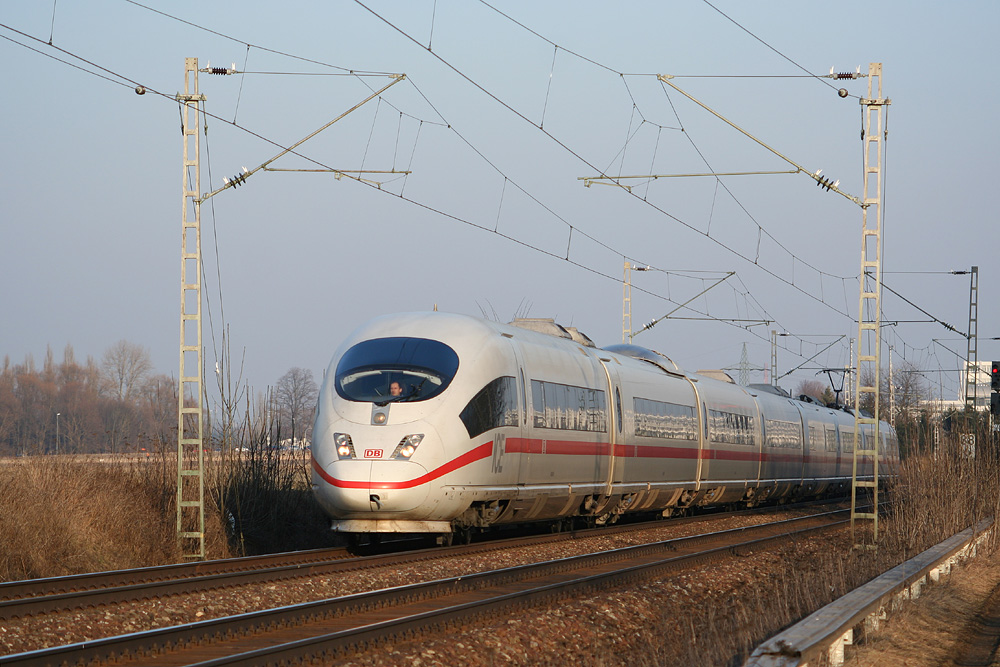
ICE 3

A motorvonat olyan saját erőgéppel felszerelt, több járműegységből álló vasúti vontatójármű, amely haszonteher (utasok, vagy teheráru) szállítására is alkalmas.
Egy, vagy több motorkocsiból és önálló gépezettel nem rendelkező pótkocsiból (mellékkocsiból) összeállított szerelvényt, ha forgalomban tartósan összekapcsolva közlekedik, motorvonatnak nevezzük. Motorvonatnak tekinthető a vontató motorkocsiból és a hozzá tartozó mellékkocsikból összeállított szerelvény is, ha a mellékkocsik üzemi funkciói csak a saját vontatómotorkocsi-típusukkal összekapcsolva használhatók teljeskörűen.

## Felhasználása
A motorvonatokat általában olyan szállítási feladat ellátására használnak ahol a motorvonat jellegzetességei jól kihasználhatók.
- A jó haszonteher/elegysúly arány előnyös kisforgalmú, kis engedélyezett tengelyterhelésű vonalakon,
- A haszonteher növeli a jármű tapadósúlyát, így a kifejthető adhéziós vonóerejét. Ez előnyös kis tengelyterhelésű vonalakon, illetve intenzív gyorsításokat igénylő menetciklusnál (jellemzően a sűrűn megálló elővárosi vasutak)
- A hajtás több tengelyre szétosztható, ami növeli a beépíthető gépezeti teljesítményt. Ez előnyös nagy emelkedésű hegyipályákon, illetve nagysebességű vasutaknál.

## Motorkocsi vagy motorvonat?
A csuklós motorkocsik egyértelmű elnevezésére nincs egységes szokvány. A csuklós motorkocsit a helyi közforgalmú vasutak (közúti vasút, helyiérdekű vasút) terminológiája motorkocsinak, a nagyvasúti terminológia motorvonatnak nevezi.
A motorvonatokat jellemzően a vonatot képező járműegységek számával (kétrészű, háromrészű stb.), és a hajtógép jellegével nevezzük meg.
Ezek alapján beszélhetünk:
- dízel motorvonatról
- villamos motorvonatról
- hibridüzemű motorvonatról

## A zárt motorvonat
- forgalmi szempontból zárt motorvonat: az a motorvonat amely átrendezés nélkül képes mindkét irányban a teljes sebességgel közlekedni, mindkét végén teljesértékű vezetőállással rendelkezik
- műszaki szempontból zárt motorvonat: az a motorvonat, melynek járművei a forgalomban nem kapcsolhatók szét, vagy a szétkapcsolt járművek önmagukban teljesértékűen, üzemszerűen nem használhatók. A zárt motorvonat járművei általában csak műhelyben, különleges eszközökkel kapcsolhatók szét.

## A motorvonat részei
A motorvonatok járműösszeállítása a felhasználási cél függvényében sokféle lehet.
A motorvonat részei a szerelvényben betöltött szerepük alapján általában:
- motorkocsi (m) (l. feljebb)
- mellékkocsi, vagy pótkocsi (p): önálló hajtógépezettel nem rendelkező haszonteher-szállító jármű,
- vezérlőkocsi (v) olyan jármű, melyben a motorvonat vezetéséhez szükséges vezetőállást alakítottak ki.
- hajtófej olyan különleges kialakítású mozdony, amelynek csak az egyik végén található vezetőállás, a szerelvényhez kapcsolódó vége általában a zárt motorvonatokon alkalmazott különleges vonókészülékkel van felszerelve, a járműszekrény ezen a végen a hozzákapcsolt járművel azonos formára van kiképezve (jellemzően a nagysebességű motorvonatoknál használatos).

## A motorvonat gépezete
A motorvonat erőgépe és erőátvitele a motorkocsikéhoz hasonló. Zárt motorvonatoknál előfordul, hogy tömegelosztás és a helykihasználás javítására a gépezet részeit több járműegységen osztják szét. Gyakori, hogy a tapadás jobb kihasználása végett a mellékkocsik forgóvázai is hajtott forgóvázak.